# Elbingstalteich

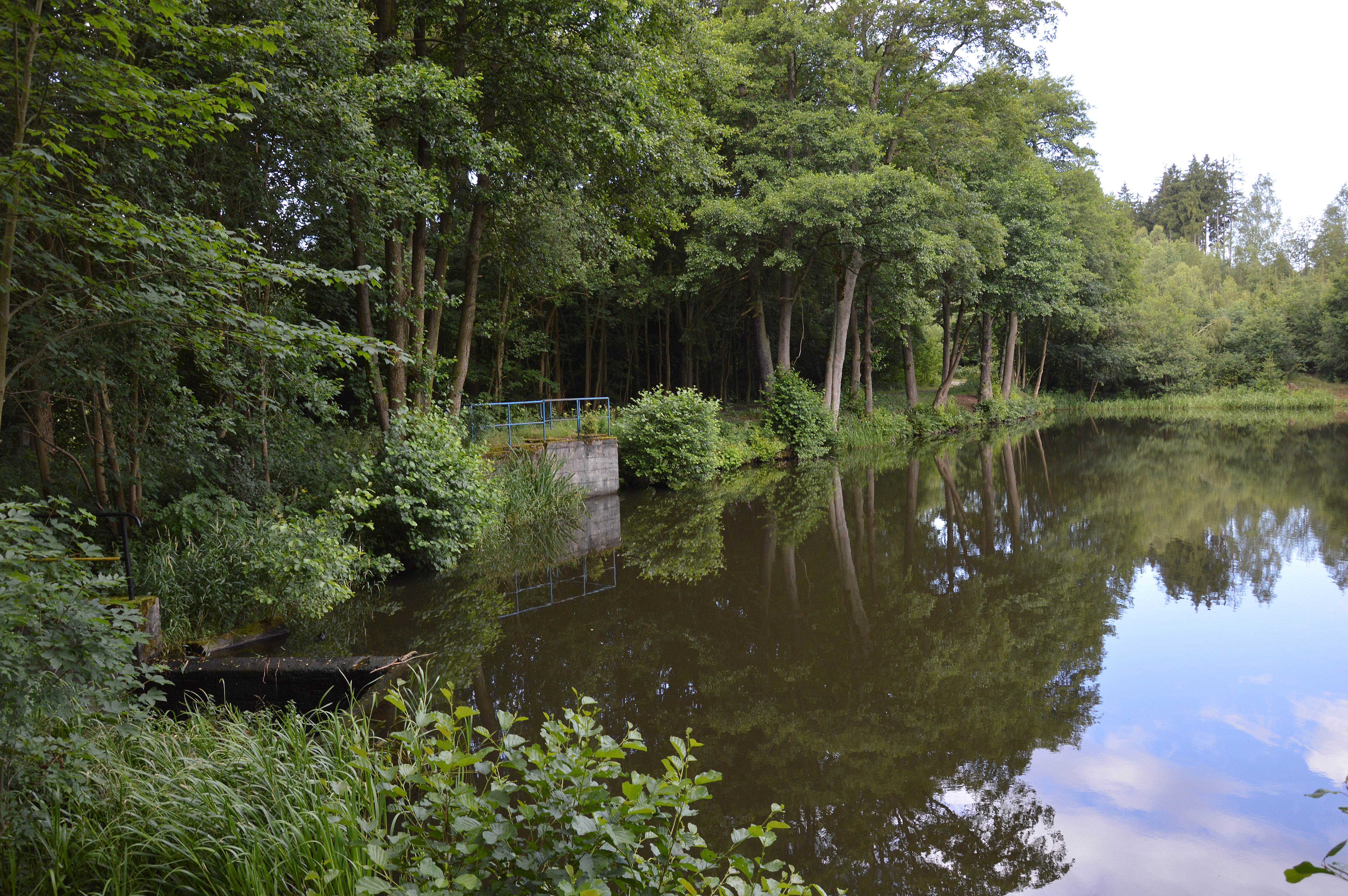
Blick auf den Damm

Der Elbingstalteich ist ein denkmalgeschützter Teich in Harzgerode auf dem Gebiet des Ortsteils Stadt Güntersberge in Sachsen-Anhalt.

## Lage
Der Teich liegt umgeben von Wäldern etwas mehr als zwei Kilometer östlich von Güntersberge. Am Südufer verläuft der Selketalstieg, etwas weiter südlich die Selketalbahn.

## Gestaltung und Geschichte
Der Kunstteich wurde 1725, nach anderen Angaben in der Zeit zwischen 1726 und 1755, angelegt. Sein etwa 80 Meter lange Damm ist als Erd- bzw. Steinschüttdamm errichtet. Er staut den von Norden hereinfließenden Steinfurtbach, der den Elbingstalteich auch nach Süden hin entwässert und nach wenigen Metern in die Selke mündet. Der Teich hatte eine große Bedeutung für den Betrieb von Pochwerken, Hütten und Bergwerken im Gebiet um das weiter südöstlich gelegene Straßberg. Das Wasser wurde über einen Aufschlaggraben auf zwei Pochwerke geleitet. Schon in der Mitte des 18. Jahrhunderts ging jedoch der Silbererzbergbau in der Region zurück, wodurch der Teich seine ursprüngliche Funktion verlor und für die Fischerei genutzt wurde.
In den Jahren 1973/74 erfolgte eine Instandsetzung.
Im örtlichen Denkmalverzeichnis ist der Kunstteich unter der Erfassungsnummer 094 50012  als Baudenkmal verzeichnet. Vermutlich versehentlich ist der Elbingstalteich darüber hinaus auch für Straßberg unter der Nummer 107 25036 als Baudenkmal registriert.
Heute (Stand 2017) wird der Teich vom Angelverein Unterharz bewirtschaftet. Im Teich gibt es Karpfen, Schleie,  Weißfischen, Hechte, Barsche und Forellen.
Der Elbingstalteich gilt als wichtiges Zeugnis der montanen Wasserwirtschaft. Am Teich befindet sich eine Dennert-Tanne, auf der über die Geschichte des Teichs informiert wird.